# Joseph Edamaruku
Pour les articles homonymes, voir Edamaruku.
 (septembre 2016).
Si vous disposez d'ouvrages ou d'articles de référence ou si vous connaissez des sites web de qualité traitant du thème abordé ici, merci de compléter l'article en donnant les références utiles à sa vérifiabilité et en les liant à la section « Notes et références ».
Joseph Edamaruku (né le 7 septembre 1934 et décédé le 29 juin 2006) était un journaliste et rationaliste indien de Kerala.

## Militant rationaliste
Il était le chef du Delhi Bureau qui éditait le magazine de Malayalam Keralasabdam pendant plus de 20 ans, et éditeur d'un périodique rationaliste de Malayalam. Il a par ailleurs occupé les fonctions de président de l'Indian Rationalist Association entre 1995 et 2005.
En tant que rationaliste et athée, il a écrit plus de 170 ouvrages sur des sujets variés allant de la religion à la philosophie en passant par les miracles. 

## Ouvrages
Son autobiographie The Times that Raised the Tempest a remporté le Kerala Literary Academy award (prix littéraire). Son fils, Sanal Edamaruku, est un rationaliste indien de première importance puisqu'il est président de Rationalist International. Parmi ses travaux les plus importants, on peut citer :
1. Kristhuvum Krishnanum Jeevichirunnilla (Christ & Krishna Never Lived)
2. Upanishathukal Oru Vimarsana Patanam (Upanishands: A Critical Study)
3. Quran Oru Vimarsana Patanam (Quran: A Critical Study)
4. Bhagavad Gita Oru Vimarsana Patanam (Bhagavad Gita: A Critical Study)
5. Yukthivada Rashtram (Rationalist Nation)
6. Kovoorinte Sampoorna Krithikal (Complete Works of Abraham Kovoor: Translation)